# 9780 Bandersnatch
9780 Bandersnatch (1994 SB) là một tiểu hành tinh vành đai chính được phát hiện ngày 25 tháng 9 năm 1994 bởi Y. Shimizu và T. Urata ở Đài thiên văn Nachi-Katsuura.